# Mahsa Amini
Mahsa Amini, także Żina Mahsa Amini (ur. 21 września 1999 w Saghghezie, zm. 16 września 2022) – irańska studentka, z pochodzenia Kurdyjka, zatrzymana przez irańską policję obyczajową pod zarzutem niewłaściwie noszonego hidżabu, zmarła w szpitalu trzy dni po zatrzymaniu. Jej śmierć wywołała w Iranie falę protestów przeciwko obowiązkowemu noszeniu hidżabu, a także przeciwko teokratycznemu ustrojowi Islamskiej Republiki Iranu, pod hasłem Kobieta, Życie, Wolność. Protesty solidarnościowe z Irankami odbywały się również w wielu innych krajach świata. W 2023 r. Żina Mahsa Amini oraz ruch Kobieta, Życie, Wolność zostały nagrodzone Nagrodą Sacharowa.

## Życiorys

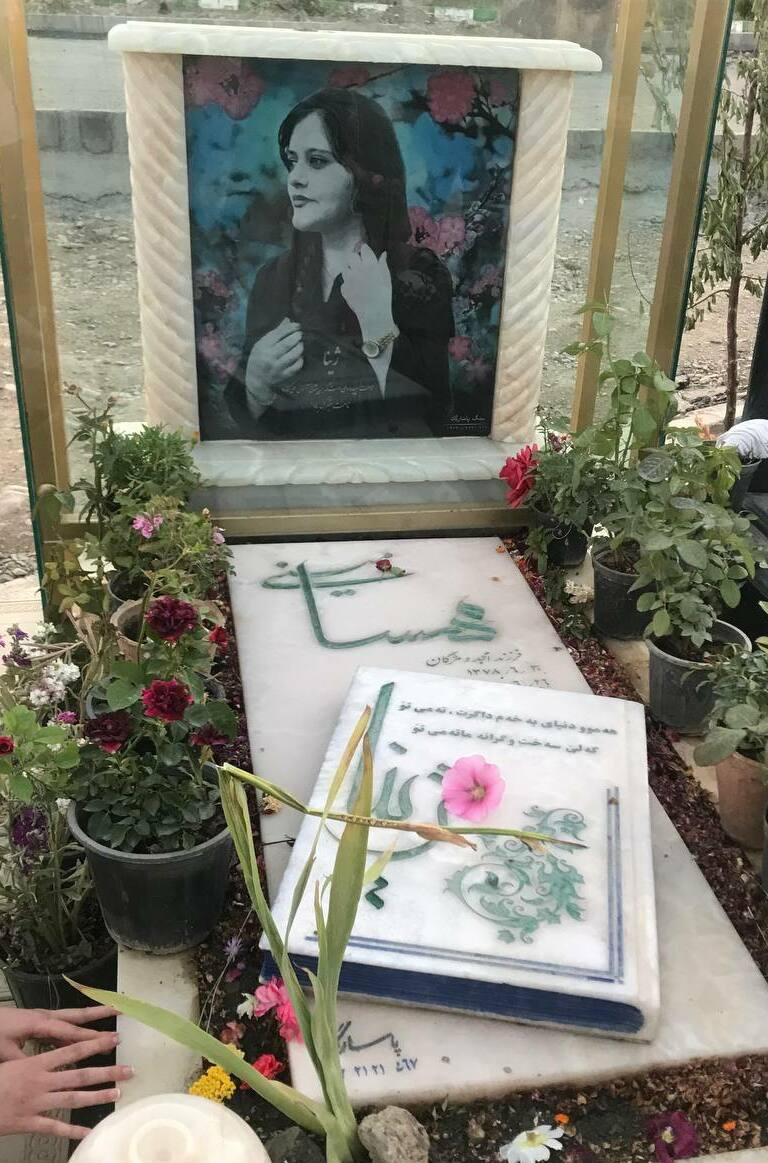
Nagrobek Żiny Mahsy Amini w Saghghezie

Mahsa Amini była z pochodzenia Kurdyjką i posługiwała się na co dzień imieniem Żina. W jej dokumentach widniało imię Mahsa, ponieważ jej kurdyjskiego imienia nie ma na liście imion dopuszczanych przez władze Iranu. W 2018 r. ukończyła żeńską szkołę średnią Taleghani w rodzinnym Saghghezie. W 2022 r. podjęła pracę w sklepie, który jej ojciec otworzył z myślą o niej. W tym samym roku została przyjęta na studia na kierunku biologia na uniwersytecie w Urmii, jednak nie zdążyła ich rozpocząć. Nigdy nie była zaangażowana w żadną działalność polityczną.
13 września 2022 r. Amini przyjechała z bratem do Teheranu w celu odwiedzin u rodziny. Tego samego dnia została zatrzymana przez patrol policji obyczajowej, która zarzuciła jej złamanie przepisów dotyczących stroju kobiet w miejscach publicznych – obowiązku pełnego zakrycia włosów. Została przewieziona do policyjnej placówki, gdzie miała zostać pouczona o zasadach islamskiego ubioru. Dwie godziny po zatrzymaniu trafiła do szpitala Kasra, następnie zapadła w śpiączkę i 16 września zmarła.
Inne kobiety zatrzymane w tym samym dniu przez policję obyczajową relacjonowały, iż Amini została pobita jeszcze w radiowozie. 15 września 2022 r. w internecie pojawiły się zdjęcia, na których Mahsa Amini miała ślady uderzeń na twarzy, a z jednego z jej uszu lała się krew. Relacjonowano, iż Amini była bita pałką policyjną oraz że funkcjonariusz uderzał jej głową o samochód. Władze Iranu w oficjalnym komunikacie stwierdziły, że dziewczyna nagle straciła przytomność na posterunku policji i zmarła wskutek choroby nerek lub, jak podały inne źródła, wskutek równoczesnego udaru mózgu i zawału serca. Jako oficjalną przyczynę zgonu podano niewydolność wielonarządową, władze przekonywały także, że śmierć Amini była skutkiem powikłań po operacji mózgu, jaką przeszła wcześniej. Rodzina kobiety zaprzeczyła tym twierdzeniom, podnosząc, że Mahsa Amini przeszła operację ponad 10 lat wcześniej i nie chorowała. Według rodziny Amini, obrońców praw człowieka i osób, które w dniach po jej śmierci wyszły na ulice, kobieta została śmiertelnie pobita przez funkcjonariuszy policji obyczajowej.
Śmierć Żiny Mahsy Amini wywołała w Iranie masowe protesty kobiet. Były to jedne z największych protestów w Iranie od proklamowania republiki islamskiej, a także pierwsze ogólnokrajowe protesty, w których pierwszoplanowym postulatem było zwiększenie zakresu praw i swobód kobiet. Protesty solidarnościowe odbyły się również w wielu krajach świata.
W 2023 r. Mahsa Amini została pośmiertnie wyróżniona Nagrodą Sacharowa. Nagrodę przyznano również całemu ruchowi Kobieta, Życie, Wolność.